# Úrvalsdeild Karla 1962
La Úrvalsdeild Karla 1962 fue la 51.ª edición del campeonato de fútbol islandés. El campeón fue el Fram, tras ganarle el desempate a Valur por 1-0. ÍBÍ descendió a la 1. deild karla.

## Tabla de posiciones
|   | Equipo          | PJ | PG | PE | PP | GF | GC | Dif | Pts |
| - | --------------- | -- | -- | -- | -- | -- | -- | --- | --- |
| 1 | Fram Reykjavik  | 10 | 4  | 5  | 1  | 18 | 8  | +10 | 13  |
| 2 | Valur Reykjavik | 10 | 5  | 3  | 2  | 17 | 5  | +12 | 13  |
| 3 | ÍA              | 10 | 4  | 4  | 2  | 22 | 16 | +6  | 12  |
| 4 | KR Reykjavik    | 10 | 3  | 5  | 2  | 22 | 16 | +6  | 11  |
| 5 | ÍBA             | 10 | 4  | 2  | 4  | 21 | 18 | +3  | 10  |
| 6 | ÍBÍ             | 10 | 0  | 1  | 9  | 2  | 36 | -34 | 1   |

### Desempate por el título
Fram 1-0 Valur